# Bandar Abbás
Bandar Abbás (persky بندرعباس) nebo Bandar-e Abbás (persky بندر عباس;) je hlavní město íránské provincie Hormozgán a stejnojmenného okresu. Město se nachází na pobřeží Perského zálivu na strategickém místě Hormuzského průlivu. Patří mezi nejdůležitější íránské mezinárodní přístavy. Je zde také hlavní základna Íránského námořnictva. Žije zde přibližně 527 tisíc obyvatel.

## Historie
První zmínky o městu pocházejí z dob vlády Dareia I., kdy jeho velitel Silacus, vyrážel z Bandar Abbásu do Indie a Rudého moře. Během Alexandrova dobývání Perské říše se město nazývalo Hormirzad.